# Mezőberény
Mezőberény é uma cidade da Hungria, situada no condado de Békés. Tem 118,53 km² de área e sua população em 2019 foi estimada em 9.809 habitantes.